# Studium ruthenum
Studium rutenum (oficjalna nazwa – Tymczasowy Instytut Naukowy dla Języka Ruskiego) – tymczasowy zakład naukowy, utworzony 9 marca 1787 we Lwowie dekretem cesarza Józefa II, działający do 1809.
Instytut przeznaczony był dla przygotowania kandydatów na księży greckokatolickich. Studenci Studium rutenum z powodu nieznajomości łaciny nie mogli studiować na wydziale teologicznym Uniwersytetu Lwowskiego. Wykłady w Studium odbywały się w języku cerkiewnosłowiańskim. Organizatorem Studium był ksiądz Mychajło Szczawnyćkyj.
Działały dwa wydziały:
- filozoficzny (2-letni) – uczono na nim: logiki, etyki i metafizyki, matematyki, fizyki
- teologiczny (5-letni) – uczono na nim: historii Kościoła, języka hebrajskiego i hermeneutyki Starego Testamentu, greki i hermeneutyki Nowego Testamentu, dogmatyki, teologii moralnej, prawa kanonicznego

Wykładowcy Studium wybierani byli na zasadzie konkursu. Pierwszeństwo dawano tym wykładowcom, którzy posiadali własny przekład odpowiedniego podręcznika, co niwelowało brak wymaganej literatury naukowej.
Studium rutenum posiadało własną bibliotekę, zawierającą głównie dzieła z dziedziny teologii i pedagogiki, część z nich pochodziła z biblioteki uniwersyteckiej.
Do Studium rutenum mogli wstępować kandydaci, którzy przekroczyli 17 lat, posiadali umiejętność czytania i pisania w języku ruskim, o dobrym stanie zdrowia, oraz pochodzili z Galicji.
Miejscem zakwaterowania studentów Studium rutenum były pomieszczenia Greckokatolickiego Seminarium Generalnego. Zajęcia odbywały się w seminarium i na uniwersytecie.
Nauczanie, tak jak w uniwersytecie, zaczynało się 3 grudnia, potem – 1 września. W Studium rutenum jednocześnie studiowało 168 słuchaczy z dwóch eparchii – przemyskiej i lwowskiej. Studenci składali dwa egzaminy na rok – w styczniu i czerwcu.
Przez cały czas istnienia Studium rutenum ukończyło 470 studentów. W Studium wykładali znani uczeni і działacze społeczni – P. Podij, I. Zymanczuk, Mychajło Harasewycz, Anton Anhełłowycz, І. Ławrynśkyj, Mychajło Łewyćkyj, Т. Zacharosewycz, І. Mochnaćkyj, А. Rodkewycz, М. Hrynewećkyj, А. Pawłowycz i inni.
Zwiększenie ilości studentów, którzy znali łacinę, i mogli w związku z tym studiować na Uniwersytecie Lwowskim, spowodowało w latach 1808-1809 stopniowe zamykanie Instytutu.
Wychowankowie Studium rutenum odegrali ważną rolę w ukraińskim narodowym odrodzeniu Galicji w latach 30. XIX wieku і w rewolucji 1848-1849 w Austrii.